# Janpol Morales
Leroy Janpol Morales Napa (Calidonia, Panamá; 22 de junio de 1998) es un futbolista panameño-ecuatoriano. Juega como extremo y su equipo actual es Macará de la Serie A de Ecuador.
Nació en Panamá, y a sus dos años de edad se radicó en Ecuador ya que sus padres son ecuatorianos, por lo que es elegible para jugar por cualquiera de las dos selecciones nacionales.

## Trayectoria

### Fuerza Amarilla
Janpol tuvo su debut en Serie A en el Fuerza Amarilla Sporting Club el 24 de septiembre de 2017 con 18 años en la derrota 6 a 0 contra el Club Deportivo El Nacional en el Estadio Olímpico Atahualpa en donde fue titular y jugó todo el partido. En la segunda etapa del Campeonato Ecuatoriano de Fútbol Serie A 2017 jugó 3 partidos quedando en la última posición así descendió con el club a la Serie B. A mediados de la temporada 2018 es cedido al Audaz Octubrino de la Segunda Categoría.
Para la temporada 2019 regresa a Fuerza Amarilla Sporting Club donde se entrena con el equipo B.

### Audaz Octubrino
El 22 de mayo de 2018 fue anunciado su cesión al Club Social y Deportivo Audaz Octubrino. Jugó 3 partidos de Copa Ecuador en 2018 y anotando un gol. Fue campeón de la Segunda Categoría de El Oro 2018 en donde jugó 16 partidos y anotó 2 goles. El 31 de diciembre de 2018 terminó su cesión.

### C. D. Olmedo
El 12 de marzo de 2019 fue anunciado como nuevo jugador del Centro Deportivo Olmedo donde se entrena con el equipo B.

### Cumbayá F. C.
El 1 de enero de 2020 fue anunciado como nuevo jugador del Cumbayá Fútbol Club. Fue campeón de la Segunda Categoría de Pichincha 2020 en donde jugó 18 partidos y anotó 6 goles así logrando el ascenso a la Serie B. Fue campeón de la Serie B de Ecuador 2021 en donde jugó 29 partidos y anotó 2 goles así logrando el ascenso a la Serie A. Debutó con el club en la Serie A el 21 de febrero de 2022 en la derrota 0 a 1 contra el Independiente del Valle en el Estadio Olímpico Atahualpa en donde fue titular y jugó hasta el minuto 83. En la primera etapa de la Serie A de Ecuador 2022 jugó 13 partidos y anotó 2 goles quedando en la posición catorce.

### C. D. Macará
El 21 de junio de 2022 fue anunciado como nuevo jugador del Club Deportivo Macará. Debutó con el club el 10 de junio de 2022 en la derrota 1 a 2 contra el Club Sport Emelec en donde fue titular y jugó hasta el minuto 80. En la Serie A de Ecuador 2022 jugó 15 partidos quedando en la posición quince y en la tabla acumulada también quedó en la posición quince así descendiendo a la Serie B. Fue campeón de la Serie B de Ecuador 2023 en donde jugó 35 partidos y anotó 3 goles así logrando el ascenso a la Serie A.

## Selección nacional

### Selección absoluta
Morales hizo su debut con la selección de Panamá el 8 de febrero de 2025 como titular en una derrota en un partido amistoso por 6-1 ante Chile en el Estadio Nacional Julio Martínez Prádanos. El 12 de marzo de 2025 fue convocado para la Finales de la Liga de Naciones Concacaf 2024-25. En donde fueron subcampeón de la Liga de Naciones de dicha edición perdiendo la final 2 a 1 contra la selección de México en el SoFi Stadium.

### Participaciones en selección nacional
| Copa                     | Categoría | Sede     | Resultado  | Partidos | Goles |
| ------------------------ | --------- | -------- | ---------- | -------- | ----- |
| Liga de Naciones 2024-25 | Mayor     | Concacaf | Subcampeón | 2        | 0     |

## Estadísticas

### Clubes
Actualizado al último partido disputado el 17 de agosto de 2025.
| Fuerza Amarilla S. C. · Ecuador    | 1.ª                 | 2017                | 3   | 0  | — | — | — | — | 3   | 0  | 0 |
| Fuerza Amarilla S. C. · Ecuador    | Total club          | Total club          | 3   | 0  | 0 | 0 | 0 | 0 | 3   | 0  | 0 |
| C. S. D. Audaz Octubrino · Ecuador | 3.ª                 | 2018                | 16  | 2  | 3 | 1 | — | — | 19  | 3  | 0 |
| C. S. D. Audaz Octubrino · Ecuador | Total club          | Total club          | 16  | 2  | 3 | 1 | 0 | 0 | 19  | 3  | 0 |
| Cumbayá F. C. · Ecuador            | 3.ª                 | 2020                | 18  | 6  | — | — | — | — | 18  | 6  | 0 |
| Cumbayá F. C. · Ecuador            | 2.ª                 | 2021                | 29  | 2  | — | — | — | — | 29  | 2  | 0 |
| Cumbayá F. C. · Ecuador            | 1.ª                 | 2022                | 13  | 2  | — | — | — | — | 13  | 2  | 1 |
| Cumbayá F. C. · Ecuador            | Total club          | Total club          | 60  | 10 | 0 | 0 | 0 | 0 | 60  | 10 | 1 |
| C. D. Macará · Ecuador             | 1.ª                 | 2022                | 15  | 0  | — | — | — | — | 15  | 0  | 1 |
| C. D. Macará · Ecuador             | 2.ª                 | 2023                | 35  | 3  | — | — | — | — | 35  | 3  | 0 |
| C. D. Macará · Ecuador             | 1.ª                 | 2024                | 28  | 4  | 1 | 0 | — | — | 29  | 4  | 1 |
| C. D. Macará · Ecuador             | 1.ª                 | 2025                | 20  | 0  | 0 | 0 | — | — | 20  | 0  | 1 |
| C. D. Macará · Ecuador             | Total club          | Total club          | 98  | 7  | 1 | 0 | 0 | 0 | 99  | 7  | 3 |
| Total en su carrera                | Total en su carrera | Total en su carrera | 177 | 19 | 4 | 1 | 0 | 0 | 181 | 20 | 4 |
| 1.                                 |                     |                     |     |    |   |   |   |   |     |    |   |

## Palmarés

### Campeonatos provinciales
| Título                         | Club            | País    | Año  |
| ------------------------------ | --------------- | ------- | ---- |
| Segunda Categoría de El Oro    | Audaz Octubrino | Ecuador | 2018 |
| Segunda Categoría de Pichincha | Cumbayá F. C.   | Ecuador | 2020 |

### Campeonatos nacionales
| Título  | Club          | País    | Año  |
| ------- | ------------- | ------- | ---- |
| Serie B | Cumbayá F. C. | Ecuador | 2021 |
| Serie B | C. D. Macará  | Ecuador | 2023 |